# Jonás y la ballena rosada
Jonás y la ballena rosada es una película boliviana con coproducción mexicana realizada durante 1994 y estrenada en 1995. Es la ópera prima de Juan Carlos Valdivia, director paceño que para esta producción adaptó la novela homónima del escritor Wolfango Montes, publicada en 1987. La película tiene como protagonista a Jonás Larriva, un treintañero reacio al éxito profesional y hostigado por su familia política elitista, que se verá envuelto en una relación carnal con su cuñada, entre la hiperinflación y el ascenso del narcotráfico en el oriente boliviano.

## Argumento
En el año 1984, en Santa Cruz de la Sierra, ciudad afectada por la crisis económica y el crecimiento de la industria del narcotráfico, Jonás Larriva, un profesor casado con la hija del dueño de una funeraria, es víctima de las molestosas propuestas de Patroclo, su suegro, para mejorar su estilo de vida, económicamente. Patroclo le propone supervisar la construcción de un mausoleo familiar con temática egipcia en las lomas de arena fuera de la ciudad, pero Jonás rechaza la oferta para continuar como profesor.
Durante el cumpleaños de Jonás, conocemos a Julia, su cuñada, que es caprichosa, engreída y rebelde, además no coincide con los ideales familiares. Al día siguiente, Julia cuenta a su hermana y su cuñado cómo esa madrugada habría sido víctima de una supuesta violación. Mientras Jonás la consuela vemos la peligrosa proximidad entre él y su cuñada, además de la libertad sexual que emana de Julia, a diferencia de Talía, su hermana.
Jonás es despedido de su trabajo como profesor, supuestamente por cuestiones políticas, pero él supone que fueron las influencias de Patroclo. Entonces, un día que baja al sótano de la casona en la que vive con toda su familia política, Jonás comienza a armar una especie de estudio fotográfico donde Julia le propone aprender fotografía. Ira, su suegra, le consigue un trabajo en un bufete de abogados, intentando que abandone la idea de ser fotógrafo.
Un día, en el estudio, Julia juega con la idea de ser fotografiada. Ella se desviste y reta a Jonás a fotografiarla. Él comienza a sacarle polaroids y terminan haciendo el amor. Desde ese momento, el estudio se vuelve el espacio donde su amorío es posible. Entre goteras y luces, cuelgan las fotos del cuerpo desnudo de Julia.
Unos viejos amigos visitan a Jonás en su oficina. Ahí, él conoce a Benjamín Grigotá, el hijo de un ex peón que ahora es alguien con dinero. Jonás continúa su compleja aventura con Julia, quien arma un álbum de fotografías y condones de ellos como pareja. Ira descubre el sótano con las fotos y manda a Julia a los Estados Unidos, a modo de castigo, para alejarlos. En el bufete le avisan a Jonás que Patroclo está en bancarrota y como prueba de esto lo despiden. Ira entrega violentamente el álbum a Jonás reconociendo que sabe sobre su relación incestuosa y le dice que al día siguiente comenzará a trabajar en el mausoleo. Durante el viaje de Julia, ella manda cartas y se sabe que en Estados Unidos está saliendo con Benjamín Grigotá, el hijo de un narcotraficante. A su vuelta a Bolivia, Patroclo le prohíbe a su hija seguir viendo a Grigotá, pero Benjamín le hace entender que la pareja se ama y que se casaron; Patroclo destierra a su hija, pero después los narcos negocian con Patroclo y prácticamente vende a su hija por dinero, con el que logra terminar su mausoleo.
Jonás y Julia se encuentran y confiesan que todavía se aman, él propone huir de Santa Cruz. Pero Julia señala que por la influencia de su esposo sería imposible, menos sin plata. Entonces, Jonás toma un trabajo como mula para hacer pasar droga por la frontera por 20,000 dólares. Es arrestado y torturado, después se sabe que lo habrían utilizado como señuelo para pasar la droga por otro lado. A su vuelta, sus amigos le dan su paga y le dicen que Grigotá está muerto. Él pregunta por Julia y sale corriendo para encontrarse con los cuerpos siendo cargados. Una lluvia torrencial inunda el estudio fotográfico y saca las fotos de Julia hasta el patio de la casona. El aire familiar con Jonás se desvanece. Julia es momificada y hay una procesión hacia la pirámide de Patroclo. Jonás se queda solo.

## Reparto
- Jonás Larriva – Dino García
- Julia del Paso y Troncoso – María René Prudencio
- Talía del Paso y Troncoso – Claudia Lobo
- Ira del Paso y Troncoso – Julieta Egurrola
- Patroclo del Paso y Troncoso – Guillermo Gil
- Pablo del Paso – Elías Serrano
- Benjamín Grigotá – Milton Cortez
- Antonio – Juan Claudio Lechín

## Producción
Jonás y la ballena rosada fue una producción de P.A.T. (Periodistas Asociados Televisión), INCINE (Instituto Mexicano de Cinematografía), Fundación del Nuevo Cine Latinoamericano, con el apoyo de CONACINE (Consejo Nacional de Cine de Bolivia) y Producciones Amaranta. Tuvo como productores ejecutivos a Ximena Valdivia, hermana de Juan Carlos Valdivia, y al expresidente de la República de Bolivia, Carlos D. Mesa Gisbert.

## Diferencias con la novela
- A diferencia de Montes, Valdivia sí hace explícita la fecha de la historia de Jonás. En una escena al inicio de la película leemos: “Santa Cruz de la Sierra, Bolivia. 1984”; mientras que, por el contexto histórico, social y político, con Montes sólo podemos suponer que se trata de una historia temporalizada entre la hiperinflación y la inestable política boliviana de la primera década de los años 80.
- En la novela de Montes, la casa en la que vive Jonás es descrita como parte de un barrio residencial, distanciada de la casa de Patroclo; entonces en la novela contamos con dos espacios separados el uno del otro. En cambio, en la película, Valdivia propone reconstruir este escenario hogareño fusionando el barrio residencial en una casona de dos pisos en la que toda la familia comparte cuartos separados pero que son parte de una misma fachada. Es más, Valdivia incluye en la monopolizadora casona la funeraria Kiops de Patroclo y más importante todavía en el sótano de la casona hace que Jonás improvise su estudio fotográfico, escenario esencial dentro de la historia de Jonás con Julia y que muestra una de las divergencias más importantes pues este gesto tornaría un espacio íntimo y a la vez externo para dos personajes en un espacio abierto a foráneos, abierto al descubrimiento y al castigo.
- En la novela Thalia (Talía en el guion de Valdivia) también tiene un pseudo amorío con la encarnación de su amante de hace 300 años llamado Ildefonso, ella por su lado es la reencarnación de una mujer llamada María Antonieta.
- Durante la novela todo lo que leemos, como se revela al inicio del último capítulo en el que Jonás escritor rompe la cuarta pared para dirigirse al lector, es un texto en el que Jonás confía su intimidad y la de Julia.

## Curiosidades
- La hermana mayor de Juan Carlos Valdivia, Ximena Valdivia, le enviaba a Juan Carlos libros de autores nacionales de forma periódica, para que no se olvidara de sus raíces bolivianas mientras él estudiaba en el Columbia College, de Chicago (Estados Unidos). Entre todas estas novelas, Juan Carlos se sintió atraído por la novela de Jonás y la ballena rosada del autor Wolfango Montes Vanucci.[1]
- El director Juan Carlos Valdivia ganó el premio monetario de 100.000 dólares en la categoría de “Mejor ópera prima”, en el concurso Iberoamericano convocado por el gobierno de México y la fundación del nuevo cine latinoamericano. Con ese dinero pudo realizar la creación de la adaptación cinematográfica de Jonás y la ballena rosada.[1]
- El escritor Wolfango Montes Vanucci hace un pequeño cameo como pasajero del tren en la película, cuando Jonás carga con la maleta llena de drogas.
- María René Prudencio y Milton Cortez dieron sus primeros pasos en la actuación con esta película.[1]
- El entonces alcalde de Santa Cruz de la Sierra, Percy Fernández, hace un pequeño cameo en esta película personificando a un librecambista que intercambia dólares por bolivianos con Jonás.

## Algunas lecturas sobre Jonás y la ballena rosada que discuten la adaptación
Jonás y la ballena rosada es una de las pocas adaptaciones cinematográficas que Bolivia tiene de su propia literatura, entre las que se encuentran Wara Wara (1930), film basado en la obra de teatro La voz de la quena (1922) de Antonio Díaz Villamil; Los hermanos Cartagena de Paolo Agazzi basada en la novela Hijo de opa de Gaby Vallejo; la adaptación homónima de Los Andes no creen en Dios (2007) de Antonio Eguino basada en la novela de Adolfo Costa du Rels y American Visa (2006) del propio Valdivia basada en la novela de Juan Recacoechea (1994). Al ser tan pocas las fuentes de estudio sobre adaptación dentro del cine boliviano, Jonás y la ballena rosada ha sido objeto de estudio de diferentes autores, entre los que destacan los siguientes:
- “La (im)posibilidad de la adaptación: la relación entre el cine y el texto escrito para representar lo boliviano” (2017) de Andrés Laguna Tapia: en este texto, el autor celebra la adaptación como una propuesta creativa que debe saber distinguirse de la obra original (del texto): la imposibilidad de la adaptación es lo que hace posible producir un lenguaje cinematográfico que debería sostenerse por sí mismo, pero que también puede llegar a fracasar. Tapia afirma que la primera adaptación de Valdivia, bajo este contexto, fallaría al dejar de lado la compleja construcción psicológica de los personajes y más bien enfocarse en construir un romance; mientras que la segunda (2006) funciona mejor porque lo que importa es la acción y la propuesta de Valdivia, bajo una tendencia hollywoodense, logra incluso un resultado de consumo masivo. Sin embargo, resalta que ambas adaptaciones parecen no asumir la independencia del texto literario necesaria para liberarse y (re)crear.[3]
- En el texto de Carmen Valdivia, titulado “El cine de Juan Carlos Valdivia” (2014), la autora hace un recorrido por la filmografía del director Juan Carlos Valdivia y propone que, frente a la tendencia representativa realista y social que guiaba a la literatura y al cine boliviano hasta las últimas décadas del siglo XX, Valdivia se desvía hacia un cine que ya no mimetiza la condición nacional para demandar sus crisis, y más bien opta por un cine que toma las vías del “arte por el arte”. Carmen Valdivia propone que con Jonás y la ballena rosada, Valdivia, como Wolfango Montes, pondría al personaje principal en una disyuntiva: entre los conflictos sociales de la crisis económica nacional, junto a la industrialización del narcotráfico, y un discurso del amor al arte que se rebela frente a la crisis nacional y familiar. Sin embargo, la polaridad del arte frente al contexto social se verá anulada, pues este último se impone sobre la libertad que el arte pretende otorgar. Por otro lado, según Carmen Valdivia, el director paceño lograría con American Visa dar un paso más allá: Valdivia no sólo mimetiza la novela, como con Jonás y la ballena rosada, sino que da paso a una propuesta. Al otorgarle a Mario la posibilidad de decisión entre quedarse e irse, posición que no obtiene en la novela, Valdivia posibilitaría, frente a un final trágico, la autodeterminación del sujeto que decide quedarse. El discurso de la imposibilidad migratoria se vería opacado por el discurso de la elección; Carmen Valdivia traslada esta lectura al trabajo cinematográfico de Juan Carlos afirmando que él frente a las determinaciones del contexto social apunta a una autodeterminación en su trabajo, a la elección del arte.[4]
- En “El cine y los guiones de Juan Carlos Valdivia: cuando la forma es el fondo” (2017), Carlos D. Mesa Gisbert resalta el trabajo de escritura de Valdivia que adapta a un lenguaje cinematográfico las novelas de Montes y Recacoechea, para después construir una propia poética cinematográfica que se basa en la introspección y la autocrítica del individuo dentro de la sociedad, combinando la forma y el fondo, o en otras palabras lo artístico y estético con la identificación nacional. Mesa afirma que Jonás y la ballena rosada (1995) no sólo recupera el erotismo y humor de la novela de Montes, sino también la característica ambición desmesurada de la élite, proyectada en el mausoleo egipcio de Patroclo como un guiño crítico a lo absurdo. Pero será la historia de amor la que arrase con todo, incluida la construcción interna de los personajes de la novela intercambiada por imágenes sensuales. Sobre American Visa, Mesa afirma que, frente a una combinación casi arreglada entre novela negra y cine negro que lleva la marca de las grandes producciones comerciales, Valdivia construye una trama que sutilmente volverá a combinar la compleja odisea del individuo en una sociedad contaminada, pero sin caer en la tendencia de convertir al cine en discurso político; abriendo el amargo final del perdedor a la posibilidad de reivindicación por medio del amor.[5]

Hasta ahí los textos bolivianos que de alguna manera tratan sobre la adaptación literaria- cinematográfica boliviana, haciendo énfasis en las adaptaciones de Juan Carlos Valdivia. Entre publicaciones internacionales sobre el mismo tema tenemos a:
- Carolina Sitnisky con “Inventando una nueva Bolivia en la adaptación cinematográfica de Jonás y la ballena rosada” (2019), publicado en Nuevas aproximaciones a viejas polémicas: cine/literatura, en el que Sitnisky propone estudiar la adaptación de Valdivia como un texto que dialoga con la novela de Wolfango Montes, y que intertextualmente se relaciona con el contexto nacional boliviano de su tiempo. Bajo la metáfora de la ballena y su movimiento personificado por el río Piraí, Sitnisky propone que, a diferencia de la novela de Montes que culmina manteniendo un statu quo quo de los personajes que migran, la película de Valdivia representa la invención de una nueva Bolivia, circunstanciada por el contexto político-social, cuyo pasado es borrado por la corriente del río que se desborda y limpia; que da paso a la concepción de un nuevo presente.[6]

- Internacionalmente también figura el texto “Bolivia Noir: Destellos negros en las traslaciones filmoliterarias de Juan Carlos Valdivia” (2019) de David García-Reyes en el que el autor contrasta el escenario citadino representado en las dos adaptaciones de Valdivia: la Santa Cruz de la Sierra de los años 80 en Jonás y la ballena rosada y el mundo periférico de la ciudad de La Paz en American Visa. Además de los escenarios, García-Reyes contrasta también los géneros a los que se adscriben ambas películas atribuyendo características del suspense a la trama de Jonás pero que deviene en un drama amoroso; mientras que la historia de Mario mostraría al personaje principal enfrentado a la corrupción de su ambiente, típico de los policiales.[7]

## Premios y nominaciones
| Año  | Premio                                                                        | Nominaciones                   |
| ---- | ----------------------------------------------------------------------------- | ------------------------------ |
| 1995 | Festival de cine de Gramado                                                   | Mejor película Latinoamericana |
| 1995 | Festival de cine de La Habana                                                 | Mejor cinematografía (ganador) |
| 1995 | Festival Internacional de Cine de Cartagena                                   | Mejor ópera prima (ganador)    |
| 1993 | Gobierno de la Ciudad de México y la Fundación del Nuevo Cine Latinoamericano | Mejor guion cinematográfico    |
| 1995 | Oscar de la Academia de Artes y Ciencias Cinematográficas                     | Representando a Bolivia        |